# Gloria Dickson
Gloria Dickson, nome d'arte di Thais Alalia Dickerson (Pocatello, 13 agosto 1917 – Los Angeles, 10 aprile 1945), è stata un'attrice statunitense.

## Biografia
Dickson cominciò a recitare al liceo in produzioni teatrali amatoriali, incoraggiata dai suoi insegnanti di recitazione. Nel frattempo leggeva ai circoli e alla stazione radio KFOX a Long Beach, California. Nell'aprile del 1936, venne scoperta dal talent scout della Warner Brothers Max Arnow, che le fece firmare un contratto con la Warner.
Il suo film di debutto, Vendetta (1937), la fece arrivare in cima alla classifica dei migliori e più importanti esordienti di Hollywood, un riconoscimento che le diede enorme pubblicità. Nell'autunno del 1937, era su molte copertine di riviste e fu il soggetto di diversi articoli di grandi riviste cinematografiche con titoli come: The Luckiest Girl in the World e New Star of the Year.

## Morte
Dickson morì nella sua casa a Los Angeles, durante un incendio causato da una sigaretta accesa che incendiò una sedia al piano nobile, mentre lei dormiva al piano superiore. Il suo corpo, e quello del suo cane, vennero trovati nel bagno e si presunse che avesse tentato di scappare attraverso la finestra del bagno. Morì di asfissia; le fiamme bruciarono i suoi polmoni e il suo corpo riportò ustioni di primo e secondo grado. È sepolta all'Hollywood Forever Cemetery.

## Filmografia
- Vendetta (They Won't Forget), regia di Mervyn LeRoy (1937)
- Talent Scout, regia di William Clemens (1937)
- Gold Diggers in Paris, regia di Ray Enright (1938)
- Racket Busters, regia di Lloyd Bacon (1938)
- Nel cuore del Nord (Heart of the North), regia di Lewis Seiler (1938)
- Secrets of an Actress, regia di William Keighley (1938)
- Hanno fatto di me un criminale (They Made Me a Criminal), regia di Busby Berkeley (1939)
- Waterfront, regia di Terry O. Morse (1939)
- The Cowboy Quarterback, regia di Noel M. Smith (1939)
- No Place to Go, regia di Terry O. Morse (1939)
- On Your Toes, regia di Ray Enright (1939)
- Private Detective, regia di Noel M. Smith (1939)
- King of the Lumberjacks, regia di William Clemens (1940)
- Tear Gas Squad, regia di Terry O. Morse (1940)
- I Want a Divorce, regia di Ralph Murphy (1940)
- Ciò che chiama amore (This Thing Called Love), regia di Alexander Hall (1940)
- The Big Boss, regia di Charles Barton (1941)
- Mercy Island, regia di William Morgan (1941)
- The Affairs of Jimmy Valentine, regia di Bernard Vorhaus (1942)
- Power of the Press, regia di Lew Landers (1943)
- Le stelle hanno paura (Lady of Burlesque), regia di William A. Wellman (1943)
- Crime Doctor's Strangest Case, regia di Eugene Forde (1943)
- Rationing, regia di Willis Goldbeck (1944)

## Teatro
- Wise Tomorrow  (1937)